# Маргулис, Адель
Адель Маргулис (англ. Adele Margulies; 7 марта 1863, Вена — 6 июня 1949, Нью-Йорк) — американская пианистка и музыкальный педагог.
Окончила Венскую консерваторию, ученица Антона Доора и Германа Греденера, после чего переехала в США. Дебютировала в Нью-Йорке в 1881 году с оркестром под управлением Теодора Томаса, на протяжении 1880-х гг. трижды солировала с Бостонским симфоническим оркестром. В 1890 г. организовала Трио Маргулис (со скрипачом Леопольдом Лихтенбергом и виолончелистом Виктором Хербертом, которого вскоре сменил Лео Шульц, а в дальнейшем Альвин Шрёдер) и выступала с этим коллективом до 1918 г.. Содействовала популяризации в США музыки Эриха Корнгольда. На протяжении многих лет заведовала фортепианным отделением Национальной консерватории Америки, среди её учеников был Луис Грюнберг; по рекомендации Маргулис возглавить консерваторию был приглашён Антонин Дворжак, у неё училась музыке дочь Дворжака Оттилия.